# حفل توزيع جوائز الأوسكار الثامن عشر
حفل توزيع جوائز الأوسكار الثامن عشر (بالإنجليزية: 18th Academy Awards)‏ هو حدث نظمته أكاديمية فنون وعلوم الصور المتحركة لتكريم أفضل الأفلام لسنة 1945. أقيم الحفل بتاريخ 7 مارس، 1946 في مسرح غرومان الصيني، هوليوود، كاليفورنيا، وقدّمه جيمس ستيوارت وبوب هوب. في هذه الدورة، فاز فيلم نهاية الأسبوع المفقودة بجائزة أفضل فيلم، وحاز الممثّل راي ميلاند على جائزة أفضل ممثّل، ونالت الممثلة جوان كراوفورد جائزة أفضل ممثّلةٍ، وكانت جائزة الأوسكار لأفضل مخرج من نصيب المخرج بيلي وايلدر.
أكثر الأفلام ترشيحاً للحصول على جوائز كان فيلم أجراس القديسة مريم حيث تلقّى 8 ترشيحات، بينما أكثرها فوزاً كان فيلم نهاية الأسبوع المفقودة حيث فاز بـ 4 جوائز.

## الجوائز
- جائزة أفضل فيلم:

نهاية الأسبوع المفقودة
- جائزة أفضل مخرج:

بيلي وايلدر
- جائزة أفضل ممثّل:

راي ميلاند
- جائزة أفضل ممثّلة:

جوان كراوفورد
- جائزة أفضل ممثّل مساعد:

جيمس دن
- جائزة أفضل ممثّلة مساعدة:

آن ريفير
- جائزة أفضل سيناريو مقتبس:

نهاية الأسبوع المفقودة
- جائزة أفضل موسيقى تصويريّة:

رفع المرسى - المسحورة
- جائزة أفضل تأثيرات بصريّة:

رجل عجيب
- جائزة أفضل خلط أصوات:

أجراس القديسة مريم

## وصلات خارجية
- حفل توزيع جوائز الأوسكار الثامن عشر على موقع IMDb (الإنجليزية)
- حفل توزيع جوائز الأوسكار الثامن عشر على موقع ميوزك برينز (الإنجليزية)
- الموقع الرسمي لجوائز الأكاديمية.
- الموقع الرسمي لأكاديمية فنون وعلوم الصور المتحركة.
- قناة جوائز الأوسكار على موقع يوتيوب (تُديره أكاديمية فنون وعلوم الصور المتحركة).
- مقتطفات فيديو من أكاديمية فنون وعلوم الصور المتحركة.